# Marie Thérèse Ablaÿ
Marie Thérèse Ablaÿ (Mechelen, 15 oktober 1844 – Antwerpen, 1923), ook gekend onder de familienaam van haar echtgenoot als Marie-Thérèse Joniaux of Madame Joniaux, was een gifmengster uit een hooggeplaatste Belgische familie. Ze werd op 3 februari 1895 ter dood veroordeeld voor de moord op haar zus, broer en aangetrouwde oom. Haar doodvonnis werd uiteindelijk omgezet in een levenslange gevangenisstraf.

## Achtergrond
Marie Thérèse werd geboren in de familie Ablaÿ, een roemrijk geslacht van officieren afkomstig uit de streek van Bergen. Haar vader, Jules Ablaÿ, vocht mee tijdens de Belgische Revolutie en werd daarvoor, net als haar ooms, beloond met de titel van generaal, militair gouverneur en adjudant van de koning. 
In 1869 trouwde Marie Thérèse met Frédéric Faber, een Brussels schrijver en theaterhistoricus. Het koppel kreeg één kind: Jeanne. In december 1884 overleed Frédéric op 47-jarige leeftijd in verdachte omstandigheden. Na een korte periode van weduwschap hertrouwde Marie Thérèse met Henri Joniaux, directeur van het departement Bruggen en Wegen. Het nieuwe koppel vestigde zich in een luxueus hotel in de Nerviërsstraat in Antwerpen. 
Al sinds haar eerste huwelijk had Marie Thérèse er een rijkelijke levensstijl op nagehouden, geheel in lijn met hoe ze was opgevoed. Haar inkomsten waren echter dermate ontoereikend dat ze gedwongen werd om tegen onderpand leningen aan te gaan bij onder meer de Berg van Barmhartigheid. Dit resulteerde uiteindelijk in een spiraal van steeds grotere leningen, totdat ze niks meer had om te kunnen verpatsen. In het nauw gedreven, ging ze over tot steeds driestere technieken om haar luxueuze levensstijl te blijven bekostigen. Ze dreigde bij haar schoonmoeder dat Henri Joniaux zelfmoord zou plegen indien het koppel geen lening kreeg van 30.000 frank, omdat hij de schande van het bankroet niet zou kunnen dragen. Ze stal Fabers erfenis van haar bloedeigen dochter Jeanne en chanteerde haar neef met zijn liederlijk liefdesleven, waarop die 'zelfmoord pleegde' in Lubbeek. Zijn lichaam werd gevonden aan de rand van een vijver, omstrengeld door een touw en verborgen in een zak. 

## Gifmoorden
Opgesloten in een spiraal van bedrog en schulden, sloot Marie Thérèse in 1892 een levensverzekering van 70.000 frank af op naam van haar zus, Léonie. Nog geen twee maand later overleed Léonie in het huis van Marie Thérèse, toen ze daar voor het huwelijk van Jeanne Faber een tijdje was ingetrokken. Dokter Willems, huisarts van de familie, ging uit van tyfus als doodsoorzaak. De levensverzekering werd uitbetaald.
Enkele maanden later overleed de rijke oom van Henri Joniaux, Jacques Van de Kerkhove, nadat hij op een familiediner bij Marie Thérèse onwel was geworden. Jacques was ongehuwd maar had heimelijk een kind bij zijn dienstmeid. Recent had hij aan de familie laten weten dat hij de achterklap beu was en, tegen de destijds geldende zeden in, in het huwelijk zou treden met z'n dienstmeid. Dit betekende niet alleen een potentieel schandaal voor de gegoede familie Joniaux, het betekende ook en vooral dat Marie Thérèses erfenis (via haar man) daardoor in rook zou opgaan.
Hoewel de erfenis van Jacques Van de Kerkhove naar Henri Joniaux was gegaan, bleek dat geld niet voldoende direct beschikbaar voor Marie Thérèse. Toen haar broer, Alfred Ablaÿ, compleet blut terugkeerde uit Parijs na een mislukt avontuur, bood Marie Thérèse hem onderdak aan in Antwerpen op voorwaarde dat ze een levensverzekering op zijn naam mocht openen ter waarde van 100.000 frank. Nadat een Parijse bank een dergelijk contract te riskant had bevonden, werd de verbintenis uiteindelijk wel getekend met de Londense bank Gresham. Drie weken later werd Alfred Ablaÿ dood aangetroffen in hun huis in Antwerpen. Dr. Willems concludeerde dat een hartprobleem de reden van het overlijden was.

## Onderzoek en veroordeling

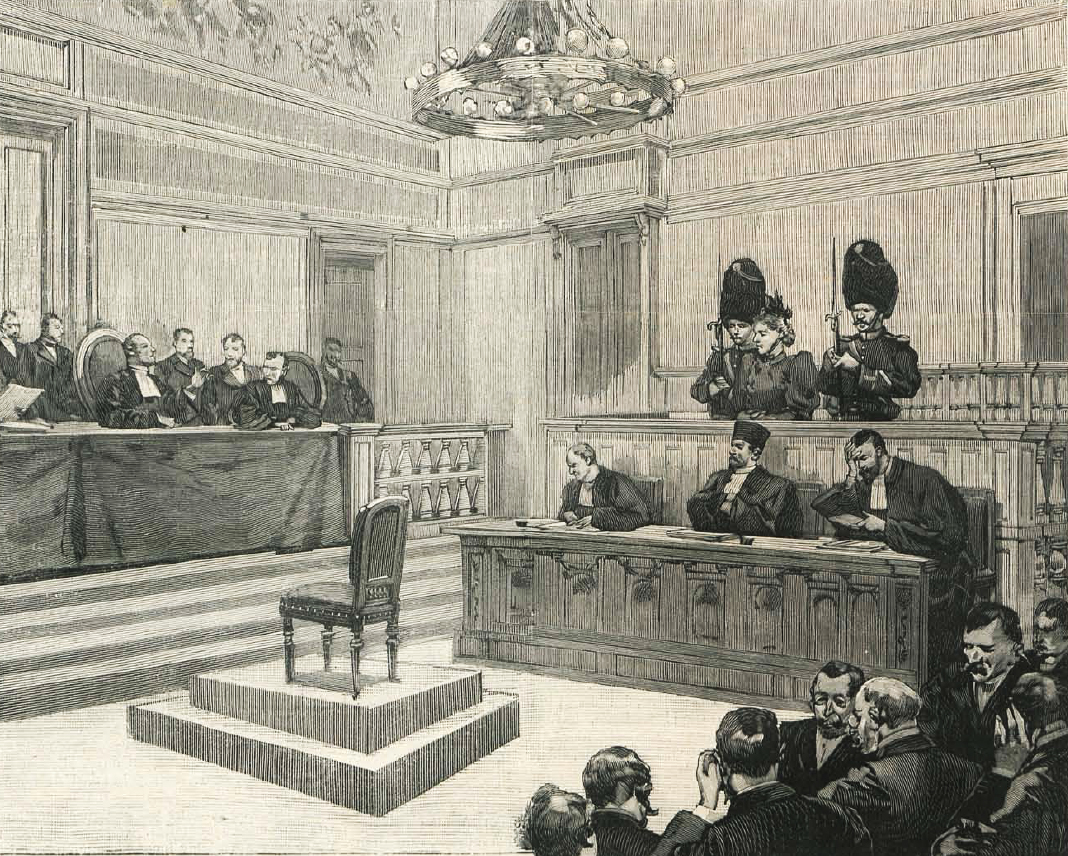
Madame Joniaux in januari 1895 in het Hof van assisen te Antwerpen.

Het bedrijf Gresham was echter niet overtuigd en diende meteen een klacht in bij het parket in Antwerpen. De speurders gingen, gezien de status van haar familie, omzichtig en discreet te werk. Initieel werd enkel gefocust op het overlijden van Alfred, maar al snel werd de link gelegd met de overlijdens van Léonie en Jacques. De financiële doorlichting van de familie bleek vernietigend. De lichamen van de drie slachtoffers werden opgegraven en onderzocht. In het lichaam van Alfred werden, met destijds gloednieuwe chemische technieken, sporen van morfine aangetroffen. Toen even daarna een apotheker getuigde dat hij, enkele dagen voor de dood van Alfred, een grote hoeveelheid morfine had verkocht aan Marie Thérèse, sloot het net zich voorgoed rondom de gifmengster. Hoewel Marie Thérèse steeds bleef volhouden dat ze de morfine voor eigen gebruik kocht en niks met de moorden te maken had, werd ze op 3 februari 1895 na een proces van negen maand veroordeeld tot de doodstraf. Haar cassatievoorziening werd afgewezen. Na het proces werd ze overgebracht van de gevangenis van Antwerpen naar de gevangenis van Bergen, waar ze verbleef tot haar vervroegde invrijheidstelling. In 1923 overleed Marie Thérèse Ablaÿ in Antwerpen.

## Referentie
L'affaire Joniaux, triple empoisonnement - acte d'accusation, rapport des médecins-experts et chimistes de Visscher, de Baisieux, Van Vyve, Bruylants & Druyts, Voix d'outre-tombe (mémoire de Mme Joniaux), étude du procès. M. R. de Ryckère & A. Storck, Lyon, 1895. 